# 353-я стрелковая дивизия

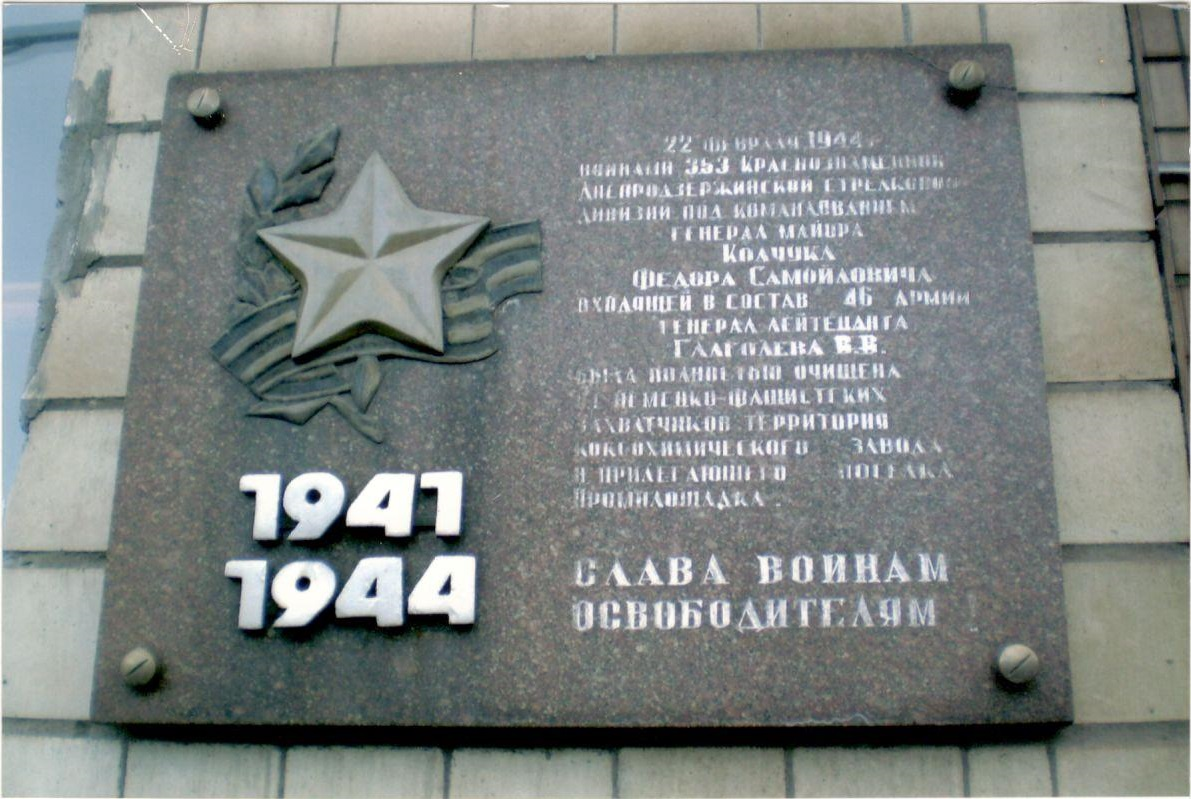
Памятная доска в честь воинов 353-й стрелковой дивизии в Кривом Роге

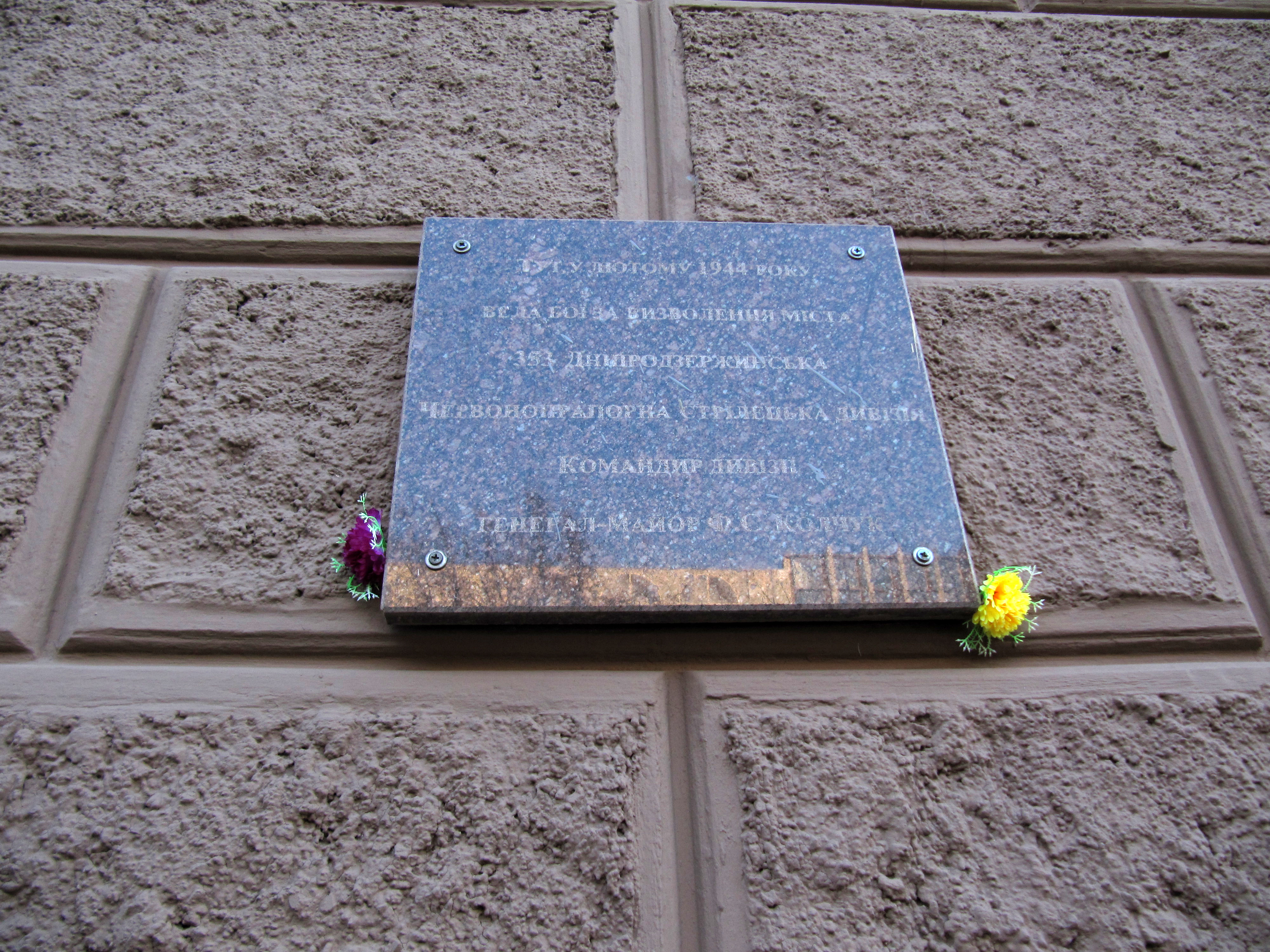
Памятная доска в Кривом Роге

353-я стрелко́вая диви́зия (353 сд) — воинское соединение РККА, принимавшее участие в Великой Отечественной войне. Участвовала в боевых действиях в периоды 17 октября 1941 — 12 апреля 1943, 1 июня — 23 июля 1943 и 8 августа 1943 — 9 мая 1945 года.

## История
353 стрелковая дивизия была сформирована в Новороссийске в августе 1941 года. Уже 17 октября она приняла участие в боевых действиях севернее Ростова-на-Дону, встав на пути танковых дивизий Клейста. 17 ноября немцы прорвали оборону её соседа справа и захватили село Большие Салы, создав угрозу тылам дивизии. Однако воинам 353 стрелковой дивизии удалось восстановить исходное положение.
20 ноября дивизия заняла позиции на северной окраине Ростова и два дня вела бои, прикрывая подходы к переправам через Дон, после чего переправилась на левый берег. К утру 22 ноября оперативная группа генерал-майора Гречкина, в которую была включена и 353 сд, заняла позиции на рубеже Мелеховская — Багаевская — Манычская — Ольгинская.
24 ноября войскам Южного фронта была поставлена задача овладеть Ростовом и Таганрогом. 353 стрелковая дивизия входила в состав восточной группы 56-й армии, задача которой заключалась в ударе на Большой Лог и Орджоникидзе, а затем овладение восточной окраиной Ростова. В результате операции армия заняла Ростов и вышла к реке Миус. По состоянию на 5 декабря 353 стрелковая дивизия занимала позиции западнее хутора Курлацкое.
В ходе боёв 353 стрелковая дивизия понесла серьёзные потери. Для их восполнения она получила 2500 необученных бойцов, из которых 4 роты были кавказцами, не говорившими по-русски.
25 декабря дивизия, переданная к этому времени уже в состав 18-й армии, предприняла наступление из района Стрюково в направлении Петропавловки и Рассыпной, имея целью дальнейшее продвижение на Чистяково. К исходу дня она вышла к заданному району, но её дальнейшее наступление было приостановлено немцами. На следующий день командование отвело дивизию на исходные позиции.
Осенью 1942 года 353 стрелковая дивизия приняла участие в Туапсинской оборонительной операции. На 25 сентября, когда немцы начали своё наступление, дивизия входила в состав 56-й армии, оборонявшейся на участке от посёлка Черкасовский до Старообрядческого.
Первая попытка немецких войск прорваться к Туапсе потерпела неудачу. На правом крыле Черноморской группы войск наступила оперативная пауза, которая продолжалась до 14 октября. Командование Закавказского фронта воспользовалось ею для усиления войск группы, для чего в 18-ю армию было передано несколько воинских частей, в том числе и 353 стрелковая дивизия, которая до этого оборонялась на рубеже станиц Ставропольская, Крепостная и Азовская. В ночь на 12 октября её срочно перебросили в район Георгиевского и Анастасиевки, где она заняла оборону на внешнем обводе Туапсинского оборонительного района на участке Казачий — Анастасиевка и на высотах 1103,1 и Два Брата.
Стремясь окружить основную группировку 18-й армии и прорваться к Туапсе, противник 14 октября нанёс два одновременных удара: из района Гунайка — гора Гейман и из района восточнее Фанагорийское на Шаумян — Садовое. Чтобы воспрепятствовать дальнейшему продвижению немцев, в район горы Индюк были переброшены дополнительные силы. 353 стрелковая дивизия была выдвинута из резерва группы на рубеж гор Семашхо и Индюк. Перед 18-й армией была поставлена задача не допустить прорыва противника через горы. Для этого предполагалось нанести два удара на флангах прорвавшейся вражеской группировки с целью окружить и уничтожить противника в районе горы Семашхо. 353 стрелковая дивизия, действовавшая на правом фланге армии, должна была наступать в направлении высоты 394.7.
Боевые действия развернулись с 23 октября. Дивизия перешла в наступление в направлении горы Семашхо. После длительного боя к исходу дня гора была взята.
Напряжённые бои за Туапсе в районе гор Семашхо, Два Брата, Каменистой, Индюк и Гойтхского перевала части дивизии вели до 11 декабря 1942 года, когда противник контратаками был отброшен за реку Пшиш. 1149-й полк дивизии вёл бои до 19 декабря. Выполняя приказ командования, он нанёс немцам фланговый удар и зашёл к ним в тыл, тем самым перерезав пути подвоза боеприпасов и пополнения, вслед за чем занял Гойтх. За боевые успехи на туапсинском направлении 1149-и полк был награждён орденом Красного Знамени.
В ходе наступательных боёв дивизия 29 января 1943 года заняла село Красное, аулы Ассоколай и Понежукай Адыгейской автономной области Краснодарского края, 12 февраля ею были освобождены аулы Хаджимуков, Козет и посёлок Яблоновский, 15 февраля — аул Панахес.
В феврале 1943 года 353-я стрелковая дивизия в районе станицы Старо-Корсунская принимала участие в боях за освобождение Краснодара, в ходе которых понесла большие потери. За участие в освобождении Краснодара её 902-й артиллерийский полк получил почётное звание «Краснодарский».
Позднее она была задействована в Донбасской операции, а в октябре того же года — в Днепропетровской. Утром 23 октября она вместе с 6-й стрелковой дивизией после короткой артиллерийской подготовки перешла в атаку с аульского плацдарма. После прорыва обороны противника она стала стремительно наступать юго-западнее Днепродзержинска.
25 октября 1943 года за успешные бои в районе Днепродзержинска дивизия получила почётное наименование «Днепродзержинская».
В начале 1944 года 353 стрелковая дивизия участвовала в Никопольско-Криворожской операции, в ходе которой совместно с другими частями 46-й армии 22 февраля освободила Кривой Рог.
Впоследствии принимала участие в Березнеговато-Снигирёвской (6 марта — 18 марта 1944), Одесской (26 марта 1944 — 14 апреля 1944) и Ясско-Кишинёвской (20 — 29 августа 1944) операциях. Освобождала румынскую Констанцу и болгарский Шумен. Одна из первых вошла в сентябре 1944 года в Софию, затем до конца войны находилась в Болгарии, не принимая более участия в боевых действиях.
Расформирована в 1946 году в ЮГВ.

## Награды дивизии
- 25 октября 1943 года — Почетное наименование «Днепродзержинская» — присвоено приказом Верховного Главнокомандующего от 25 октября 1943 года в ознаменование одержанной победы и отличие в боях за освобождение города Днепродзержинск.
- 26 февраля 1944 года —  Орден Красного Знамени  — награждена указом Президиума Верховного Совета СССР от 26 февраля 1944 года за образцовое выполнение боевых заданий командования в боях с немецкими захватчиками при освобождении города Кривой Рог и проявленные при этом доблесть и мужество[9].

Награды частей дивизии:
- 1149-й стрелковый Краснознамённый[10] полк

## Состав
- 1145-й стрелковый полк
- 1147-й стрелковый полк
- 1149-й стрелковый полк
- 902-й артиллерийский Краснодарский полк
- 25-й отдельный истребительно-противотанковый дивизион (с 20.01.1942)
- 449-я зенитная артиллерийская батарея (626-й отдельный зенитный артиллерийский дивизион) — до 12.04.1943
- 574-й миномётный дивизион (до 25.10.1942)
- 401-й разведывательный батальон
- 619-й сапёрный батальон
- 790-й отдельный батальон связи (790-я отдельная рота связи)
- 424-й медико-санитарный батальон
- 417-я отдельная рота химзащиты
- 167-я автотранспортная рота
- 193-я полевая хлебопекарня
- 767-й дивизионный ветеринарный лазарет
- 503-я полевая почтовая станция
- 794-я полевая касса Госбанка

## Подчинение
| Подчинение | Подчинение                                | Подчинение | Подчинение                        | Подчинение                |
| На дату    | Фронт (Военный округ)                     | Армия      | Корпус                            | Группа                    |
| ---------- | ----------------------------------------- | ---------- | --------------------------------- | ------------------------- |
| 01.09.1941 | Северокавказский военный округ            | -          | -                                 | -                         |
| 01.10.1941 | Северокавказский военный округ            | -          | -                                 | -                         |
| 01.11.1941 | -                                         | 56-я армия | -                                 | -                         |
| 01.12.1941 | Южный фронт                               | 56-я армия | -                                 | -                         |
| 01.01.1942 | Южный фронт                               | 18-я армия | -                                 | -                         |
| 01.02.1942 | Южный фронт                               | 18-я армия | -                                 | -                         |
| 01.03.1942 | Южный фронт                               | 18-я армия | -                                 | -                         |
| 01.04.1942 | Южный фронт                               | 18-я армия | -                                 | -                         |
| 01.05.1942 | Южный фронт                               | 18-я армия | -                                 | -                         |
| 01.06.1942 | Южный фронт                               | 18-я армия | -                                 | -                         |
| 01.07.1942 | Южный фронт                               | 18-я армия | -                                 | -                         |
| 01.08.1942 | Северо-Кавказский фронт                   | 18-я армия | -                                 | -                         |
| 01.09.1942 | Северо-Кавказский фронт                   | 56-я армия | -                                 | -                         |
| 01.10.1942 | Закавказский фронт                        | 56-я армия | -                                 | Черноморская группа войск |
| 01.11.1942 | Закавказский фронт                        | 18-я армия | -                                 | Черноморская группа войск |
| 01.12.1942 | Закавказский фронт                        | 18-я армия | -                                 | Черноморская группа войск |
| 01.01.1943 | Закавказский фронт                        | 18-я армия | -                                 | Черноморская группа войск |
| 01.02.1943 | Закавказский фронт                        | 18-я армия | -                                 | Черноморская группа войск |
| 01.03.1943 | Северо-Кавказский фронт                   | 56-я армия | -                                 | Черноморская группа войск |
| 01.04.1943 | Северо-Кавказский фронт                   | 37-я армия | -                                 | -                         |
| 01.05.1943 | Резерв Ставки ВГК (Степной военный округ) | 46-я армия |                                   | -                         |
| 01.06.1943 | Юго-Западный фронт                        | 46-я армия | -                                 | -                         |
| 01.07.1943 | Юго-Западный фронт                        | 46-я армия | -                                 | -                         |
| 01.08.1943 | Резерв Ставки ВГК                         | 46-я армия | -                                 | -                         |
| 01.09.1943 | Юго-Западный фронт                        | 46-я армия | -                                 | -                         |
| 01.10.1943 | Степной фронт                             | 46-я армия | -                                 | -                         |
| 01.11.1943 | 3-й Украинский фронт                      | 46-я армия | 6-й гвардейский стрелковый корпус | -                         |
| 01.12.1943 | 3-й Украинский фронт                      | 46-я армия | 6-й гвардейский стрелковый корпус | -                         |
| 01.01.1944 | 3-й Украинский фронт                      | 46-я армия | 6-й гвардейский стрелковый корпус | -                         |
| 01.02.1944 | 3-й Украинский фронт                      | 46-я армия | 6-й гвардейский стрелковый корпус | -                         |
| 01.03.1944 | 3-й Украинский фронт                      | 46-я армия | 6-й гвардейский стрелковый корпус | -                         |
| 01.04.1944 | 3-й Украинский фронт                      | 46-я армия | -                                 |                           |
| 01.05.1944 | 3-й Украинский фронт                      | 46-я армия | 34-й стрелковый корпус            | -                         |
| 01.06.1944 | 3-й Украинский фронт                      | 46-я армия | 34-й стрелковый корпус            | -                         |
| 01.07.1944 | 3-й Украинский фронт                      | 46-я армия | 34-й стрелковый корпус            | -                         |
| 01.08.1944 | 3-й Украинский фронт                      | 46-я армия | 34-й стрелковый корпус            | -                         |
| 01.09.1944 | 3-й Украинский фронт                      | 57-я армия | 34-й стрелковый корпус            | -                         |
| 01.10.1944 | 3-й Украинский фронт                      | -          | 34-й стрелковый корпус            | -                         |
| 01.11.1944 | 3-й Украинский фронт                      | -          | 34-й стрелковый корпус            | -                         |
| 01.12.1944 | 3-й Украинский фронт                      | 37-я армия | 34-й стрелковый корпус            | -                         |
| 01.01.1945 | -                                         | 37-я армия | 34-й стрелковый корпус            | -                         |
| 01.02.1945 | -                                         | 37-я армия | 34-й стрелковый корпус            | -                         |
| 01.03.1945 | -                                         | 37-я армия | 34-й стрелковый корпус            | -                         |
| 01.04.1945 | -                                         | 37-я армия | 34-й стрелковый корпус            | -                         |
| 01.05.1945 | -                                         | 37-я армия | 34-й стрелковый корпус            | -                         |

## Командование

### Командиры
- Панченко, Григорий Филиппович (27.08.1941 — 07.05.1942), полковник.
- Колчук, Фёдор Самойлович (08.05.1942 — 30.05.1944), полковник, генерал-майор.
- Мельников, Алексей Иванович (01.06.1944 — 18.06.1944), полковник.
- Кузнецов, Павел Ионович (19.06.1944 — 08.11.1944), полковник.
- Караманов, Еремей Захарович (09.11.1944 — 09.05.1945), полковник.

### Заместители командира
- Корчиков, Глеб Николаевич (??.11.1942 — 02.07.1943), полковник

### Начальники штаба
- Лосик-Савицкий, Сигизмунд Адольфович, полковник.

## Полное наименование
353-я стрелковая Днепродзержинская Краснознамённая дивизия.

## Герои Советского Союза
- Гредин, Пётр Тимофеевич
- Тезиков, Павел Александрович
- Улитин Николай Григорьевич

## Мемуары
- Матвеев Ф. С. На рубежах Семашхо // В боях за Туапсе. — Краснодар, 1988.
- Сиджах Х. И. полковник в отставке, кандидат исторических наук	. В боях за Адыгею. 16.2.2013 Майкопские новости № № 41-42 (5299-5290)
- Галимов Файзрахман Дороги солдатские. От Кавказских гор до Берлина (1941 −1945). // — Казань: 1998, издательство «„Отечество“».